# Dysdera arabica
Dysdera arabica este o specie de păianjeni din genul Dysdera, familia Dysderidae, descrisă de Deeleman-reinhold, 1988.
Este endemică în Oman. Conform Catalogue of Life specia Dysdera arabica nu are subspecii cunoscute.